# Tákisz Nikolúdisz
Tákisz Nikolúdisz (görögül: Τάκης Νικολούδης; Szaloniki, 1951. augusztus 26. –) görög válogatott labdarúgó.

## Pályafutása

### Klubcsapatban
1968 és 1976 között az PAE Iraklísz játékosa volt. Összesen 229 mérkőzésen lépett pályára és 30 gólt szerzett. 1976-ban az AÉK szerződtette, ahol három idényt töltött. 1978-ban görög bajnok -és kupagyőztes lett az AÉK színeiben. 1979 és 1982 között az Olimbiakósz csapatában játszott, mellyel három alkalommal nyerte meg a görög bajnokságot. 1982-ben visszatért az AÉK Athénhoz és innen is vonult vissza 1984-ben.

### A válogatottban
1971 és 1980 között 22 alkalommal szerepelt a görög válogatottban és 4 gólt szerzett. Részt vett az 1980-as Európa-bajnokságon.

## Sikerei
Iraklísz
- Görög kupa (1): 1975–76

AÉK
- Görög bajnok (2): 1977–78, 1978–79
- Görög kupa (2): 1977–78, 1982–83

Olimbiakósz
- Görög bajnok (3): 1979–80, 1980–81, 1981–82
- Görög kupa (1): 1980–81

## Külső hivatkozások
- Tákisz Nikolúdisz adatlapja a National-Football-Teams.com oldalon (angolul)

- Tákisz Nikolúdisz. eu-football.info